# Isotomus speciosus
Isotomus speciosus ist ein Käfer aus der Familie der Bockkäfer  (Cerambycidae) und der Unterfamilie der Cerambycinae. Die Gattung Isotomus ist in Europa mit vier Arten vertreten. Der schon früher als selten eingestufte Käfer kommt in Südosteuropa und dem südlichen Mitteleuropa vor. Nach Anlage 1 der Bundesartenschutzverordnung und nach dem Bundesnaturschutzgesetz ist die Art besonders geschützt. In Polen ist der Käfer möglicherweise ausgestorben, in der Türkei wird er als gefährdet geführt, aus Slowenien wird der erste Fund seit über 80 Jahren gemeldet.

## Bemerkung zum Namen und Synonymen
Als Autor der Art gilt Schneider 1787. Schneider liefert jedoch nicht die Erstbeschreibung. Der Käfer wird von dem Theologen Schäffer 1779 im Rahmen eines dreibändigen Werkes, in dem Schäffer alle Arten seiner Sammlung abbildet, erstmals veröffentlicht (Abb. 1). Der Käfer wird jedoch nicht im wissenschaftlichen Sinn beschrieben, sondern nur als Vierzehnder (14.) Afterholzkäfer (Leptura), mit kugelichem Brustschilde bezeichnet. Als eine Reaktion auf Schäffers Zeichnungen werden 1784 von Harrer die von Schäffer abgebildeten Arten beschrieben, unser Käfer unter dem Namen Leptura figurata. Unabhängig davon fertigt Schneider einen Nomenclator entomologicus, in dem er zu den von Schäffer abgebildeten Arten die Namen zusammenstellt, die diese Arten bei Linné, bei Fabricius, und in weiteren koleopterologischen Werken tragen. Dieser Nomenclator wird 1785 veröffentlicht. 1787 führt Schneider in einem Kommentar zu Harrer an, dass der nach Harrer Leptura figurata benannte Käfer diesen Namen nicht behalten kann, da dieser Name bereits für einen anderen Käfer vergeben ist. Schneider gibt dem Käfer deswegen den Artnamen speciosum, den er schon 1785 in Schneiders Nomenclator entomologicus trägt. In diesem Nomenklator ist der Käfer unter den Arten eingeordnet, die bei Fabricius zur von ihm geschaffenen Gattung Callidium, bei Linné noch zur Gattung Leptura gerechnet werden. Der Artname speciosus ist im Nomenklator geklammert, mit einem * versehen und mit dem Kürzel n.d. ergänzt. Nach Schneiders eigenen Angaben bedeutet die Klammer, dass die Art in Europa zu finden ist, der Stern * gibt an, dass sich die Art in der Sammlung Schneiders befindet und n.d. sagt aus, dass der Käfer von Entomologen in der Gegend vorerst (ad interim) so genannt wird, eine Beschreibung also noch nicht veröffentlicht ist.
Die Gattung Isotomus wurde 1862 von Mulsant als Untergattung der  Gattung Clytus eingeführt. Der Name leitet sich von  altgr. ίσος (ísos) für gleich und τομή (tomé) für Abschnitt ab und spielt darauf an, dass das neunte Fühlerglied so lang ist wie das vierte.
Der Artname speciosus (lat. für prächtig, wertvoll) bringt zum Ausdruck, dass der relativ große Käfer selten, schön gezeichnet und deswegen bei Sammlern begehrt ist.
1798 beschreibt Fabricius unter dem Namen Callidium semipunctatum unseren Käfer, den er 1801 mit Clytus semipunctatus bezeichnet. Dieser Name wurde von einigen älteren Autoren zur Beschreibung benutzt, obwohl ihnen der von Schneider vergebene Namen bekannt war.
Die Art Callidium speciosum Adams (jetzt Plagionotus Neoplagionotus bobelayei) hat nichts mit dem hier behandelten Käfer Callidium speciosum Schneider (jetzt Isotomus speciosus) zu tun.

## Eigenschaften des Käfers
| |                                |
| Abb. 1: Zeichnung (Schäffer 1779) | Abb. 2: Abflug                 |
| . |                                |
| Abb. 3: Kopf von vorn und von der Seite |                                |
| |                                |
| Abb. 4: Hintertarsus, darüber gefärbte Kopie, Zahlen ent- sprechen den Nummern der gleich gefärbten Tarsenglieder                                                   |                                |
| |                                |
| Abb. 5: Fühler, darüber gespiegelte Kopie, Zahlen entspre- chen den Nummern der Fühlerglieder, Größenvergleich 4. und 9. Glied, Pfeilspitze auf eckige Erweiterung, |                                |
| |                                |
| Abb. 6: Mitteltarse, darüber spiegel- bildliche Kopie, Größenvergleich                                                                                              | Abb. 7: Spitze der Flügeldecke |
| |                                |
| Abb. 8: Unterseite, Vorderhüfte in unterer Bildhälfte gelb |                                |
| |                                |
| Abb. 9: Ansicht von der Seite und von vorn |                                |

Der zwölf bis zweiundzwanzig Millimeter große Käfer ist sehr schlank gebaut. Die Grundfarbe ist schwarz (Abb. 2) oder dunkelbraun (Abb. 9) mit feiner dunkler Behaarung. Die Zeichnung entsteht durch weiß oder hellgelb behaarte Flecke. Bei einer helleren Behaarung der Oberseite kann die Zeichnung undeutlich werden. Fühler und Beine sind größtenteils rotbraun, die Schenkel an der Spitze häufig angedunkelt.
Der Kopf wird etwa 50 Grad zur Körperachse gesenkt nach unten getragen (Abb. 3 rechts). Hinter den nierenförmigen Augen ist er leicht verdickt, nicht halsartig abgeschnürt. Er ist schmaler als der Halsschild. Auf der schütter flaumig weiß behaarten Stirn ist eine schmale Längsrinne ausgebildet, die sich bis auf den Scheitel fortsetzt (Abb. 3). Die Endglieder der viergliedrigen Kiefertaster (Abb. 3, links unten) und die dreigliedrigen Lippentaster sind abgestutzt. Die elfgliedrigen Fühler sind dünn und länger als der halbe Körper. Sie stehen auf der Stirn deutlich dichter beieinander als die Innenränder der Augen (Abb. 3 links). Die mittleren Fühlerglieder sind eckig erweitert (Pfeilspitze in Abb. 5). Das dritte Fühlerglied ist mehr als dreimal so lang wie das zweite, die ersten Glieder tragen einen Saum aus langen Wimperhaaren (Abb. 5). Namensgebende Eigenschaft für die Gattung Isotomus ist, dass das neunte Fühlerglied gleich lang ist wie das vierte Glied, nicht kürzer als dieses. Abb. 5 zeigt, dass dies für das abgelichtete Exemplar von Isotomus speciosus nicht exakt gilt. Geeignete Abbildungen der Art im Internet (zum Beispiel hier) zeigen bei Vergrößerung ebenfalls, dass bei Isotomus speciosus das neunte Glied nur knapp so lang ist wie das vierte.
Der Halsschild ist kaum schmaler als die Flügeldecken und etwas länger als breit. Alle Ecken sind stark abgerundet. Vorn und hinten ist der Halsschild fast gerade abgeschnitten. Der Halsschild trägt im hinteren Bereich der Mittellinie einen strichförmigen weißen Fleck und etwas davor und seitlich davon je einen kleinen Fleck, der in einer sehr seichten Depression liegt. Auch der Vorderrand des Halsschilds ist mit einem undeutlichen weißen Haarsaum versehen. Nur von der Seite betrachtet sichtbar befindet sich auch über den Vorderhüften ein Fleck, gewöhnlich größer als die Flecke auf der Oberseite des Brustschilds. Die Punktierung des Halsschilds ist dicht und deutlich, merklich dichter als die Punktierung des Kopfes (in Abb. 3 rechts bei voller Vergrößerung gut sichtbar). An der Basis des Halsschilds wird die Punktierung zerstreuter.
Das kleine, rundliche Schildchen ist weiß behaart.
Die Flügeldecken sind knapp dreimal so lang wie zusammen breit. Am Ende sind sie klaffend schräg abgestutzt, der Außenwinkel ist eckig (Abb. 7). Die Flügeldecken lassen die Spitze des Hinterleibs unbedeckt (Abb. 7 und 8). Die Zeichnung jeder Flügeldecke besteht von oben betrachtet im typischen Fall aus fünf Elementen:
- in der Schultergrube befindet sich ein mittelgroßer länglicher Fleck
- wenig dahinter nahe der Flügeldeckennaht ein ziemlich kleiner länglicher Fleck,
- nach dem ersten Drittel folgt ein großer, quer liegender Fleck, der auch als unvollständige Binde aufgefasst werden kann
- etwa in der Mitte zwischen diesem und der Flügeldeckenspitze verläuft ein sichelförmiges Querband, das stark nach vorn ausgebaucht ist; die Bänder der beiden Flügeldecken berühren sich an der Naht und laufen eine kleine Strecke gemeinsam nach hinten; nach außen erreichen sie die Seitenränder der Flügeldecke nicht
- endlich ist noch die Spitze der Flügeldecke weiß.

Etwa auf der Höhe des zweiten Flecks befindet sich nahe dem Seitenrand ein weiterer Fleck, der sehr klein sein kann. Dieser ist aber nur von der Seite, nicht von oben sichtbar. Die Punktierung der Flügeldecken ist noch dichter als die des Halsschilds, aber sehr flach und schwer zu erkennen.
Die Beine, insbesondere die Schienen sind lang und dünn, die Schenkel leicht keulenförmig verdickt. Die Vorderhüften sind kugelig (in Abb. 8 auf der unteren Bildhälfte gelb getönt), nicht walzenförmig quer verlaufend und nicht zapfenförmig nach unten hervorstehend.
Die Tarsen sind scheinbar viergliedrig (das kleine vierte Glied sitzt im Ausschnitt des dritten Gliedes, Abb. 5 oben rot). Das 1. Glied der Mitteltarsen ist länger als die übrigen Glieder zusammen, abzüglich der Krallen (Abb. 6). Von oben ist dies jedoch nicht erkennbar, da die Schiene dann einen Teil des ersten Tarsenglieds verdeckt (deswegen sind in Abb. 6 die Tarsen von unten fotografiert). Das 1. Glied der Hintertarsen (Abb. 4 blau) ist deutlich länger als das zweite und dritte zusammen.
Auf der Unterseite (Abb. 8) zeigt sich ebenfalls eine weiße Zeichnung, insbesondere sind die Hinterränder der Hinterleibssternite weiß.

## Biologie
Die Art ist wärmeliebend. Sie ist dämmerungsaktiv und verkriecht sich tagsüber gern in abgestorbenem Holz, wird aber auch auf Blüten und auf gefällten Stämmen angetroffen. An warmen Abenden kann der Käfer zur Paarungszeit sehr flink an Waldrändern an den Stämmen herumlaufend beobachtet werden.
Der Käfer entwickelt sich polyphag in abgestorbenen Ästen verschiedener Laubhölzer (Eiche, Buche,  Ulme, Edelkastanie, Apfel, Ahorn, Hainbuche, Hasel). Die Verpuppung erfolgt Ende Mai nach einer Larvalentwicklung von vermutlich mehr als zwei Jahren. Die adulten Käfer findet man von Juni bis August an den Brutbäumen. In der Türkei wurden adulte Käfer auch auf der Kaukasus-Fichte gefunden.

## Verbreitung
Die Art ist in Südosteuropa und dem südlichen Mitteleuropa beheimatet, nach Osten erstreckt sich das Verbreitungsgebiet bis nach Südrussland, den Kaukasus und Transkaukasien. Aus Süddeutschland gibt es einige alte Funde, die Art scheint jedoch dort nicht heimisch gewesen zu sein. Ein alter Fund in Barcelona ist vermutlich auf importierte Möbel zurückzuführen. Vermutlich gilt ähnliches auch für Island, das bei der Fauna Europaea zum Verbreitungsgebiet gerechnet wird. Von diesen drei Ausnahmen abgesehen verläuft die westliche Grenze des Verbreitungsgebiets durch Italien, Österreich, Tschechien, und Polen. Ein Vorkommen in der Schweiz ist wahrscheinlich.